# Marco Polo Cycling Team/Saison 2011
Dieser Artikel listet Erfolge und Mannschaft des Marco Polo Cycling Teams in der Saison 2011 auf.

## Zugänge – Abgänge
| Zugänge                       | Team 2010                 | Abgänge              | Team 2011               |
| ----------------------------- | ------------------------- | -------------------- | ----------------------- |
| Matthé Pronk                  | Vacansoleil               | Jonathan Lovelock    | Genesys Wealth Advisers |
| Lijun Bai                     | Holy Brother              | Yilin Liu            | Hengxiang Cycling Team  |
| Yandong Xing                  | Holy Brother              | Fu Xing              | Hengxiang Cycling Team  |
| Jan Kuyckx                    | Qin Cycling Team          | Ahmad Haidar Anuawar | Unbekannt               |
| Nick Mitchell                 | Cinelli-Down Under (2009) | Khalid Boulida       | Unbekannt               |
| Solomon Bitew                 | Neoprofi                  | Brad Hall            | Unbekannt               |
| Estifanos Gebresilassie       | Neoprofi                  | Wang Meiyin          | Unbekannt               |
| Hailong Ma                    | Neoprofi                  |                      |                         |
| Tristan Marguet               | Neoprofi                  |                      |                         |
| Marc Ryan                     | Neoprofi                  |                      |                         |
| Pavel Stuchlik                | Neoprofi                  |                      |                         |
| Jason Christie (ab 1. August) | Endura Racing             |                      |                         |

## Mannschaft
| Name                    | Geburtstag        | Nationalität        |              |
| ----------------------- | ----------------- | ------------------- | ------------ |
| Daniel Abraham          | 11. Februar 1985  | Eritrea             |              |
| Lijun Bai               | 19. November 1988 | Volksrepublik China |              |
| Solomon Bitew           | 13. Juli 1987     | Äthiopien           |              |
| Léon van Bon            | 28. Januar 1972   | Niederlande         |              |
| Jason Christie          | 22. Dezember 1990 | Neuseeland          |              |
| Sven De Weerdt          | 29. März 1978     | Belgien             |              |
| Estifanos Gebresilassie | 18. Februar 1988  | Äthiopien           |              |
| Sea Keong Loh           | 2. November 1986  | Malaysia            |              |
| Jan Kuyckx              | 20. Mai 1979      | Belgien             |              |
| Hailong Ma              | 24. März 1987     | Volksrepublik China |              |
| Tristan Marguet         | 22. August 1987   | Schweiz             |              |
| Nick Mitchell           | 20. Juli 1985     | Australien          |              |
| Matthé Pronk            | 1. Juli 1974      | Niederlande         |              |
| Marc Ryan               | 14. Oktober 1982  | Neuseeland          |              |
| Pavel Stuchlik          | 17. Februar 1991  | Tschechien          |              |
| Yandong Xing            | 20. März 1985     | Volksrepublik China |              |
| Stagiaires              | Stagiaires        | Nationalität        | Nationalität |
| Reynard Butler          | Reynard Butler    | Südafrika           |              |

## Platzierungen in UCI-Ranglisten
UCI Africa Tour 2011
|      | Fahrer                  | Punkte |
| ---- | ----------------------- | ------ |
| 170. | Estifanos Gebresilassie | 4      |
| 184. | Solomon Bitew           | 2,67   |

UCI Asia Tour 2011
|      | Fahrer                  | Punkte |
| ---- | ----------------------- | ------ |
| 240. | Estifanos Gebresilassie | 8      |

UCI Europe Tour 2011
|      | Fahrer         | Punkte |
| ---- | -------------- | ------ |
| 878. | Jason Christie | 8      |
| 987. | Marc Ryan      | 6      |

UCI Oceania Tour 2011
|     | Fahrer         | Punkte |
| --- | -------------- | ------ |
| 36. | Jason Christie | 5      |